# Coparmex
Coparmex ou Confederación patronal de la República mexicana (Confédération patronale de la République mexicaine) est l'association des chefs d'entreprise du Mexique. Il s'agit en quelque sorte de l'équivalent du Medef français ou FEB belge.
En 2003, Jorge Espina Reyes était à la tête de cette organisation.
La confédération compte 37 000 membres.

## Traductions
On rencontre différentes traductions et expressions pour désigner la Coparmex :
- Conférence patronale mexicaine
- Confédération des patrons du Mexique
- Confédération patronale de la République mexicaine